# Philip Knight

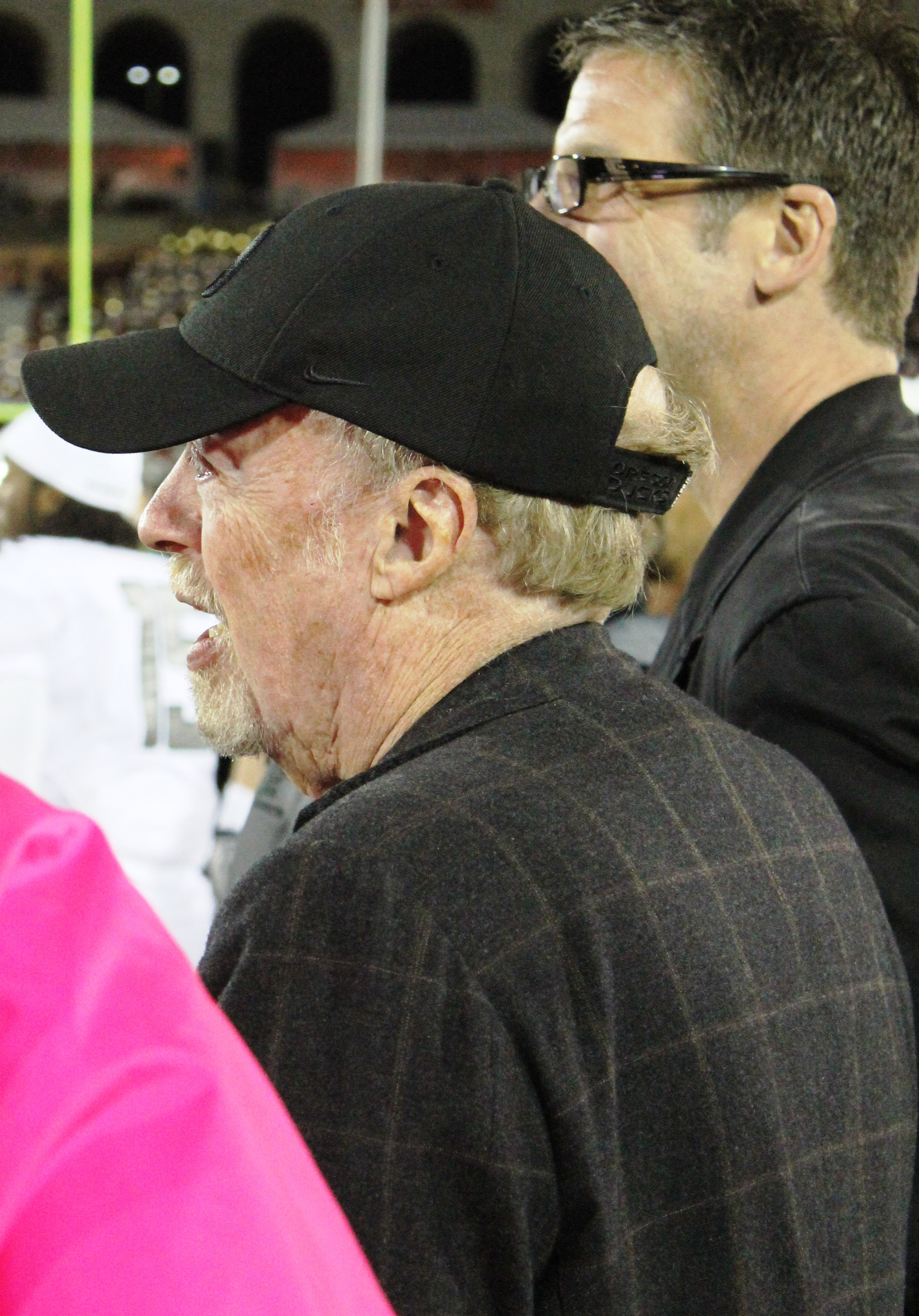
Philip Knight (2010)

Philip Hampson „Phil“ Knight (* 24. Februar 1938 in Portland, Oregon) ist ein US-amerikanischer Unternehmer und Gründer sowie ehemaliger Vorstandsvorsitzender (CEO) des US-Konzerns Nike Inc. und Eigentümer des Animationsstudios Laika.
Der Wirtschaftswissenschaftler entwarf bereits in seiner Universitätsabschlussarbeit das erfolgreiche Marketingkonzept seines späteren Unternehmens. Mit dessen Hilfe machte Phil Knight seit Mitte der 1960er Jahre den Nike-Konzern zu einem der weltweit bedeutendsten und erfolgreichsten Hersteller von Sportartikeln.

## Leben

### Beruflicher Werdegang
Philip „Phil“ Knight wurde 1938 als Sohn von William W. Knight und Lota Hatfield in Portland geboren. Nach der Schule nahm Knight ein wirtschaftswissenschaftliches Studium an der University of Oregon auf, das er 1959 mit dem Bachelor of Business Administration abschloss. Von 1959 bis 1960 diente Knight als First Lieutenant in der US Army.
Nachfolgende Studien an der kalifornischen Stanford University beendete Knight 1964 als Master of Business Administration. Die dafür verfasste Masterarbeit behandelte das Problem, auf welche Weise die deutsche Adidas- und Puma-Dominanz auf dem US-amerikanischen Sportartikelmarkt zu brechen sei. Knight plädierte bereits bei dieser Gelegenheit für ein preiswertes, aber hochwertiges Konkurrenzangebot, das durch eine intensive Marketingstrategie Fuß fassen sollte.
Nach dem Masterabschluss war Knight bis 1969 als Wirtschaftsprüfer in Portland tätig, wo er außerdem zur Lehre an die Portland State University berufen wurde. Im Jahr 1968 heiratete er Penelope Parks, mit der er zwei Kinder und eine Pflegetochter hat.

### Karriere als Nike-Chef und Vorstandsmitglied
Knight gründete 1964 mit Bill Bowerman den Schuhvertrieb Blue Ribbon Sports, der erfolgreich Umsatz durch Import japanischer Laufschuhe machte und 1971 in Nike Inc. umbenannt wurde. Die farbenfrohe Angebotspalette an Sportschuhen bescherte dem Unternehmen eine rasche weltweite Expansion. Nach dem Börsengang von 1980 erzielte Nike hohe Kurssteigerungen. Zu Beginn der 1990er Jahre errang Knights Unternehmen in Hinsicht auf den erzielten Umsatz die weltweite Spitzenposition innerhalb der Branche.
Hintergrund des unternehmerischen Erfolgs von Knight ist die bereits in seiner Masterarbeit beschriebene Marketingstrategie, durch die Nike etwa durch die Ausrüstung von Spitzensportlern immer wieder auf sich aufmerksam macht. Dieses wird auch in dem Film Air: Der große Wurf, der auf der Verpflichtung Michael Jordans als Werbegesicht für Nike basiert, thematisiert. Die prominenten Sportler dienen der vorwiegend jugendlichen und jungen Klientel als Identifikationsfiguren.
Knight leitete seit 1967 als Präsident und Vorstandsvorsitzender selbst das Unternehmen, das ab Mitte der 1990er Jahre gegenüber der Adidas-Konkurrenz Umsatzeinbußen hinnehmen musste.
1997 interviewte Michael Moore Knight für seinen Film Der große Macher, und thematisierte darin unter anderem die Herstellung der Nike-Schuhe in Indonesien.
Am 28. Dezember 2005 trat Phil Knight als Vorstandsvorsitzender (CEO) überraschend zurück. Er bleibt aber weiterhin dem Verwaltungsrat als Vorsitzender erhalten. Sein Nachfolger wurde William Perez, der zuvor als CEO der Reinigungsmittelfirma S. C. Johnson & Son tätig war. Im Juni 2015 verkündete Knight, seine Position im Unternehmen voraussichtlich 2016 abzugeben. Sein Sohn Travis Knight wird alsbald in den Vorstand von Nike einsteigen.

### Mitgliedschaften und Auszeichnungen
Der Unternehmer gehört der Republikanischen Partei an. Er wurde 1982 in Oregon zum erfolgreichsten Unternehmer des Jahres gekürt. In den Jahren 1994 und 2003 wurde er im Rahmen der Cannes Lions als Advertiser of the Year ausgezeichnet. Im Jahr 2012 wurde Phil Knight für seine Verdienste um den Sport in die Naismith Memorial Basketball Hall of Fame aufgenommen. 2015 wurde Knight in die American Academy of Arts and Sciences gewählt.

## Vermögen
Phil Knight ist Multi-Milliardär und einer der reichsten Menschen der Welt. Auf der Forbes-Liste 2022 wird sein Vermögen mit ca. 47,3 Milliarden US-Dollar angegeben. Damit belegt Phil Knight Platz 27 auf der Forbes-Liste der reichsten Menschen der Welt.

## Belege
1. ↑  Phil Knight takes steps away from Nike; will leave as board chairman. oregonlive.com, 30. Juni 2015, abgerufen am 1. April 2016 (englisch).
2. ↑  Phil Knight in der Basketball Hall of Fame
3. ↑  forbes.com: Phil Knight & family (englisch)

| Personendaten    | Personendaten                                                              |
| ---------------- | -------------------------------------------------------------------------- |
| NAME             | Knight, Philip                                                             |
| ALTERNATIVNAMEN  | Knight, Philip Hampson (vollständiger Name)                                |
| KURZBESCHREIBUNG | US-amerikanischer Gründer und Vorstandsvorsitzender des Konzerns Nike Inc. |
| GEBURTSDATUM     | 24. Februar 1938                                                           |
| GEBURTSORT       | Portland, Oregon                                                           |